# Origin (KANA-BOONのアルバム)
『Origin』（オリジン）は、KANA-BOONのメジャー3枚目のオリジナルアルバム。2016年2月17日にKi/oon Recordsより発売。

## 概要
前作『TIME』から約1年1ヶ月ぶりのオリジナルアルバムである。

初回限定盤Aには、デビュー前に開催した自主企画イベントで五ヶ月連続リリースした楽曲を1枚に纏めたCD「KANA-BOONが人間をつくります。」が、初回限定盤Bには、6枚目シングルで企画された「MVパロディシリーズ」の第二弾「盛者必衰の理、お断り」、第三弾「結晶星」、およびそれのメイキング・コメンタリー映像を収めたDVDが付属する。

全パッケージ（通常盤は初回仕様のみ）には『どうでもいいオマケ010』が封入される。

## 楽曲解説
1. オープンワールド
2. 机上、綴る、思想
本アルバムのトレーラー映像内でショートバージョンのMVが制作されている。
3. なんでもねだり
6th シングル。資生堂「アネッサ」CMソング。
4. ランアンドラン
8th シングル。
5. anger in the mind
ショートバージョンのMVが制作されている。監督は多田卓也。
6. インディファレンス
この曲について谷口は、「周りにある物事に対する想いではなく、その物事の中にいる自分に関して“どうなんだ?”っていう内容」と語っている[2]。
7. talking
自主制作シングル『口をとざして』収録曲のアレンジ。
テレビアニメ『すべてがFになる THE PERFECT INSIDER』主題歌。
8. グッドバイ
9. 革命
10. ダイバー
7th シングル。アニメ映画『BORUTO -NARUTO THE MOVIE-』主題歌。
11. スタンドバイミー
本アルバムのトレーラー映像内でショートバージョンのMVが制作されている。
レコーディング終盤に出来た曲であり、谷口は「4人の話し合いにたどり着くまでの葛藤を本音で書けたし、そこからバンドのビジョンも開けた感じがして。「スタンドバイミー」の歌詞が書けてなかったら、アルバムの形も違っただろうし、今の状況もなかったと思います」と語っている[3]。
12. Origin
「スタンドバイミー」同様レコーディング終盤に出来た曲であり、谷口は「タイトルが「Origin」だから、アルバムのコンセプト的な曲って捉えられがちなんですけど、重いテーマがあるわけではなくて、子供の頃のヒーローを思い出してる感じなんですよ。それも「原点」とか「始まり」かなって。アニメとか特撮モノとかマンガとか……」と語っている[3]。

## 楽曲解説 (初回限定盤A CD)
1. 見たくないもの
自主制作シングル『目をとじて』収録曲のアレンジであり、『僕がCDを出したら』に収録されているバージョンを再録している。
2. 目と目と目と目（2016 mix）
自主制作シングル『目をとじて』収録曲のアレンジであり、『DOPPEL』に収録されているバージョンを新たにリミックスしている。
3. MUSiC（2016 mix）
自主制作シングル『耳をふさいで』収録曲のアレンジであり、『DOPPEL』に収録されているバージョンを新たにリミックスしている。
4. ピアスを開けた
自主制作シングル『耳をふさいで』収録曲のアレンジ。
弾き語り曲であり、谷口は「実際に僕がピアスの穴を開けたときの話なんですけど。今は埋まってしまってるから、切ないなって」と語っている[4]。
5. talking
自主制作シングル『口をとざして』収録曲のアレンジであるが、シングルや今アルバムのDISC 1に収録されている音源と同じであり、1作品の中に同じ曲が2曲収録された状態になっている。
6. うそばっかり
自主制作シングル『口をとざして』収録曲のアレンジ。
7. クローン
自主制作シングル『手も足も出ない』収録曲のアレンジであり、『僕がCDを出したら』に収録されているバージョンを再録している。
8. かけぬけて（2016 mix） [4:58]
自主制作シングル『手も足も出ない』収録曲のアレンジであり、「盛者必衰の理、お断り」に収録されているバージョンを新たにリミックスしている。
9. 僕らはいつまで経ってもさ
自主制作シングル『僕らはいつまで経ってもさ』収録曲のアレンジ。
10. Construct Connect
自主制作シングル『僕らはいつまで経ってもさ』収録曲のアレンジ。
この曲について谷口は、「テーマも完結できてるし、当時からKANA-BOONが打ち出してるメッセージが〈君を繋ぐよ 離しはしない〉というフレーズによく表れてると思うんですよね。その部分で今と通じてるなと思ったのが、「ランアンドラン」には〈君を過去に置き去りにはしない〉というフレーズがあるんですよね。そのメッセージ性をずっと守ってるんやと気づいて誇らしい気持ちになりました」と語っている[4]。

## 収録内容
CD
| 全作詞・作曲: 谷口鮪、全編曲: KANA-BOON。 |                        |        |            |      |
| #                                         | タイトル               | 作詞   | 作曲・編曲 | 時間 |
| 1.                                        | 「オープンワールド」   | 谷口鮪 | 谷口鮪     | 3:35 |
| 2.                                        | 「机上、綴る、思想」   | 谷口鮪 | 谷口鮪     | 2:51 |
| 3.                                        | 「なんでもねだり」     | 谷口鮪 | 谷口鮪     | 5:18 |
| 4.                                        | 「ランアンドラン」     | 谷口鮪 | 谷口鮪     | 5:01 |
| 5.                                        | 「anger in the mind」  | 谷口鮪 | 谷口鮪     | 4:01 |
| 6.                                        | 「インディファレンス」 | 谷口鮪 | 谷口鮪     | 3:32 |
| 7.                                        | 「talking」            | 谷口鮪 | 谷口鮪     | 4:13 |
| 8.                                        | 「グッドバイ」         | 谷口鮪 | 谷口鮪     | 4:26 |
| 9.                                        | 「革命」               | 谷口鮪 | 谷口鮪     | 3:24 |
| 10.                                       | 「ダイバー」           | 谷口鮪 | 谷口鮪     | 4:33 |
| 11.                                       | 「スタンドバイミー」   | 谷口鮪 | 谷口鮪     | 3:51 |
| 12.                                       | 「Origin」             | 谷口鮪 | 谷口鮪     | 3:49 |
| 合計時間:                                 | 合計時間:              | 48:34  |            |      |

初回限定盤A CD
| 全作詞・作曲: 谷口鮪、全編曲: KANA-BOON。 |                              |        |            |      |
| #                                         | タイトル                     | 作詞   | 作曲・編曲 | 時間 |
| 1.                                        | 「見たくないもの」           | 谷口鮪 | 谷口鮪     | 3:36 |
| 2.                                        | 「目と目と目と目と」         | 谷口鮪 | 谷口鮪     | 4:09 |
| 3.                                        | 「MUSiC（2016 mix）」        | 谷口鮪 | 谷口鮪     | 4:08 |
| 4.                                        | 「ピアスを開けた」           | 谷口鮪 | 谷口鮪     | 4:28 |
| 5.                                        | 「Talking」                  | 谷口鮪 | 谷口鮪     | 4:13 |
| 6.                                        | 「うそばっかり」             | 谷口鮪 | 谷口鮪     | 3:46 |
| 7.                                        | 「クローン」                 | 谷口鮪 | 谷口鮪     | 5:01 |
| 8.                                        | 「かけぬけて（2016 mix）」   | 谷口鮪 | 谷口鮪     | 4:58 |
| 9.                                        | 「僕らはいつまで経ってもさ」 | 谷口鮪 | 谷口鮪     | 3:44 |
| 10.                                       | 「Construct Connect」        | 谷口鮪 | 谷口鮪     | 6:17 |
| 合計時間:                                 | 合計時間:                    | 44:20  |            |      |

初回限定盤B DVD
| #  | タイトル                                         | 作詞 | 作曲・編曲 |
| -- | ------------------------------------------------ | ---- | ---------- |
| 1. | 「KANA-BOONの企画会議 その１」                   |      |            |
| 2. | 「盛者必衰の理、お断り THE PARODY Music Video」  |      |            |
| 3. | 「KANA-BOONの企画会議 その２」                   |      |            |
| 4. | 「結晶星 THE PARODY Music Video」                |      |            |
| 5. | 「こいずみのたたかい」                           |      |            |
| 6. | 「盛者必衰の理、お断り THE PARODY オフショット」 |      |            |
| 7. | 「結晶星 THE PARODY オフショット」               |      |            |

## パッケージ
- 初回限定盤A（KSCL-2686／2687）
  - 12cmCD＋CD
- 初回限定盤B（KSCL-2688／2689）
  - 12cmCD＋DVD
- 通常盤 （KSCL-2690）
  - 12cmCD

## 予約・購入者特典
※出典：公式サイト
- Tower Records全店限定特典（一部店舗除く）
  - 『Origin』缶バッジ
- Tsutaya Records全店・HMV全店限定特典（一部店舗除く）
  - 『Origin』ラバーバンド
- Amazon.co.jp・新星堂／WonderGOO全店（一部店舗除く）・新星堂／WonderGOO楽天市場限定特典
  - 『Origin』クリアファイル
- SonyMusicShop限定特典
  - 『Origin』B2ポスター
- 全国応援店限定特典
  - 『Origin』ステッカーシート